# Сусакент
Сусакент — село в Левашинском районе Дагестана. Входит в состав сельского поселения Сельсовет Эбдалаянский.

## География
Расположено в 8 км к юго-востоку от районного центра села Леваши, примыкает к восточной окраине села Эбдалая.

## Население
| 1888 | 1895 | 1926 | 1939 | 1970 | 1989 | 2002 |
| ---- | ---- | ---- | ---- | ---- | ---- | ---- |
| 176  | ↘170 | ↘136 | ↗138 | ↘91  | ↗234 | ↗400 |
| 2010 | 2021 |      |      |      |      |      |
| ↗475 | ↘344 |      |      |      |      |      |

## Этимология
Окончание кент происходит из даргинского кунт — это элемент, придающий просто собирательный смысл — жители селения (Лаваша-кунт — жители села Леваши). Впоследствии даргинское кунт в официальных документах превратилось в тюркское кент («село») из-за тесных связей русских с кумыками, от которых они усваивали многие названия.